# Оока, Макото
Макото Оока (яп. 大岡 信 О:ока Макото, 16 февраля 1931 года, Мисима — 5 апреля 2017 года, Сидзуока) — японский поэт, один из наиболее значительных поэтов Японии второй половины XX века. Жена — драматург Саки Фукасэ, сын — писатель Акира Оока (лауреат премии Акутагавы). Бывший президент японского отделения Пен-клуба.

## Биография и творчество
Родился в семье поэта вака. После завершения учёбы в школе там же, в Сидзуоке, переехал в Токио, там окончил отделение японской литературы филологического факультета Токийского университета.
Как поэт привлёк к себе внимание уже в студенческие годы. В 1950-е годы примыкал к поэтическому обществу «Каи (общество)» («Вёсла»), участниками которого (Сюнтаро Таникава и др.) провозглашались преодоление послевоенного нигилизма и поиск новой гармонии. После окончания университета в 1953 году около десяти лет проработал корреспондентом международного отдела газеты «Ёмиури», затем перешёл на преподавательскую деятельность (читал лекции в Университете Мэйдзи). Стал широко известен в 1956 году с публикацией дебютного сборника «Воспоминания и современность», резко выделявшейся здоровым оптимизмом на фоне упаднических настроений, преобладавших в японской поэзии тех лет. Лирика Ооки, отчасти вдохновлённая Элюаром, была пронизана желанием воплотить в стихах гармонию природы и ритмы мироздания, отсюда усилившиеся с годами тенденции к традиционности и реализму, преобладающим в его стихах.
С 1979 по 2007 год вёл ежедневную поэтическую колонку «Стихи на случай» (折々のうた) в газете «Асахи симбун», где публиковал свои стихотворения (не только гэндайси, но и вака), а также переводы — беспрецедентный по своей продолжительности и регулярности проект, принёсший автору широчайшую известность у себя в стране.
Оока — один из сторонников деятельности объединения «Статья 9» — пацифистского общественного движения против пересмотра послевоенной конституции Японии. Стихотворения Ооки переведены на многие языки мира, включая английский, нидерландский, французский, немецкий, китайский, испанский, македонский. Международной известности поэта способствовала его инициатива по возрождению классического японского жанра коллективной поэзии рэнга, одним из новшеств, привнесённых в него Оокой, стало вовлечение в процесс поэтов разных стран.
Начиная с 1960-х тесно сотрудничал с ведущими современными композиторами Японии: в 1962 году им был написан текст для «Кораллового острова» Тору Такэмицу; неоднократно работал с Тоси Итиянаги: хоровое сочинение «Цитадель света, крепость ветра» (光のとりで　風の城) и моноопера «Завет огня» (火の遺言); создано сочинение для хора Макико Киносита «Земное побережье» (なぎさの地球).
В 2009 году в родном городе поэта был открыт «Музей литературы Макото Ооки».

## Переводы на русский
Отдельных изданий поэзии Ооки на русском языке не существует. Перевод двух стихотворений («Слова, слова» и «Касаться») приводятся в книге А. Долина. Стихотворение «Кобылельная» есть в поэтических переводах Бахытжана Канапьянова.

## Сочинения

### Избранные сборники стихов
- «Воспоминания и современность» (記憶と現在, 1956)
- «Мои стихи и правда» (わが詩と真実)
- «Её благоухающая плоть» (彼女の薫る肉体)
- «Песочный клюв. Водоворот» (砂の嘴・まわる液体)
- «Перспектива. К лету» (透視図法―夏のための, 1977)
- «Под сменой звёзд» (遊星の寝返りの下で)
- «Элегии и благословения» (悲歌と祝祷)
- «Весна. Девочке» (春 少女に)
- «Суйфу. Невидимый град» (水府 みえないまち, 1981)
- «Послание водам, текущим по родным местам» (故郷の水へのメッセージ, 1989)
- «Завет огня» (火の遺言, 1994)
- «Цитадель света» (光のとりで, 1997)
- «Сидя на корточках на стыке веков» (世紀の変り目にしやがみこんで, 2001)
- «Китовий разговорный» (鯨の会話体, 2008)